# Wladislaus van Varna
Wladislaus van Varna (Krakau (Polen), 31 oktober 1424 — Varna (Bulgarije), 10 november 1444) van 1434 tot 1444 als Wladislaus III (Pools: Władysław III) koning van Polen en van 1440 tot 1444 als Wladislaus I (Hongaars: I. Ulászló) koning van Hongarije. Hij was de zoon van Wladislaus II van Polen.
Hij sneuvelde in de Slag bij Varna tegen de Ottomanen. In Varna (nu in Bulgarije) bevindt zich zijn mausoleum. In Polen werd hij opgevolgd door zijn jongere broer Casimir IV en in Hongarije kwam de macht in handen van de vierjarige Habsburger Ladislaus Posthumus.

Wapen van Wladislaus van Varna

## Voorouders
| Voorouders van Wladislaus van Varna | Voorouders van Wladislaus van Varna                                     | Voorouders van Wladislaus van Varna                                     | Voorouders van Wladislaus van Varna                                     | Voorouders van Wladislaus van Varna                                     | Voorouders van Wladislaus van Varna                                     | Voorouders van Wladislaus van Varna                                     | Voorouders van Wladislaus van Varna                                     | Voorouders van Wladislaus van Varna                                     |
| ----------------------------------- | ----------------------------------------------------------------------- | ----------------------------------------------------------------------- | ----------------------------------------------------------------------- | ----------------------------------------------------------------------- | ----------------------------------------------------------------------- | ----------------------------------------------------------------------- | ----------------------------------------------------------------------- | ----------------------------------------------------------------------- |
| Overgrootouders                     | Gediminas (1275-1341) ∞ Jaunė (-)                                       | Gediminas (1275-1341) ∞ Jaunė (-)                                       | Aleksandr Michailovisj van Tver (1301-1331) ∞ Anastasia van Galicië (-) | Aleksandr Michailovisj van Tver (1301-1331) ∞ Anastasia van Galicië (-) | Ivan Golsjanski (-1402) ∞ ? (-)                                         | Ivan Golsjanski (-1402) ∞ ? (-)                                         | Dmitri van Droetsk (-) ∞ ? (-)                                          | Dmitri van Droetsk (-) ∞ ? (-)                                          |
| Grootouders                         | Algirdas (1296-1377) ∞ Oeljana Alekandrovna van Tver (-)                | Algirdas (1296-1377) ∞ Oeljana Alekandrovna van Tver (-)                | Algirdas (1296-1377) ∞ Oeljana Alekandrovna van Tver (-)                | Algirdas (1296-1377) ∞ Oeljana Alekandrovna van Tver (-)                | Andreas Golsjanski (-) ∞ Aleksandra van Droetsk (-)                     | Andreas Golsjanski (-) ∞ Aleksandra van Droetsk (-)                     | Andreas Golsjanski (-) ∞ Aleksandra van Droetsk (-)                     | Andreas Golsjanski (-) ∞ Aleksandra van Droetsk (-)                     |
| Ouders                              | Wladislaus II Jagiello (1351-1434) ∞ 1422 Sophia Golsjanska (1405-1461) | Wladislaus II Jagiello (1351-1434) ∞ 1422 Sophia Golsjanska (1405-1461) | Wladislaus II Jagiello (1351-1434) ∞ 1422 Sophia Golsjanska (1405-1461) | Wladislaus II Jagiello (1351-1434) ∞ 1422 Sophia Golsjanska (1405-1461) | Wladislaus II Jagiello (1351-1434) ∞ 1422 Sophia Golsjanska (1405-1461) | Wladislaus II Jagiello (1351-1434) ∞ 1422 Sophia Golsjanska (1405-1461) | Wladislaus II Jagiello (1351-1434) ∞ 1422 Sophia Golsjanska (1405-1461) | Wladislaus II Jagiello (1351-1434) ∞ 1422 Sophia Golsjanska (1405-1461) |
| Wladislaus van Varna (1424-1444)    |                                                                         |                                                                         |                                                                         |                                                                         |                                                                         |                                                                         |                                                                         |                                                                         |

Siemowit · Lestko · Siemomysł · Mieszko I · Bolesław I · Mieszko II Lambert · Bezprym · Mieszko II Lambert · Casimir I · Bolesław II · Wladislaus I Herman · Zbigniew · Bolesław III · Wladislaus II · Bolesław IV · Mieszko III · Casimir II · Leszek I · Wladislaus III · Mieszko IV · Koenraad · Hendrik I · Hendrik II · Koenraad · Bolesław V · Leszek II · Hendrik IV · Przemysł II · Wenceslaus II · Wenceslaus III · Wladislaus I · Casimir III · Lodewijk · Hedwig · Wladislaus II Jagiello · Wladislaus III · Casimir IV · Jan I Albrecht · Alexander · Sigismund I · Sigismund II August I · Hendrik · Anna · Stefanus Báthory · Sigismund III · Wladislaus IV · Jan II Casimir · Michaël Korybut Wiśniowiecki · Jan III Sobieski · August II · Stanislaus I Leszczyński · August II · Stanislaus I Leszczyński · August III · Stanislaus II August Poniatowski